# Globulariopsis pumila
Globulariopsis pumila là một loài thực vật có hoa trong họ Huyền sâm. Loài này được Hilliard mô tả khoa học đầu tiên năm 1999.